# Брацюнь Степан Іванович
Степа́н Іва́нович Брацю́нь (нар. 15 лютого 1963 року в селі Ступник Хмільницького району Вінницької області) — голова Конгресу Українських Націоналістів з 4 грудня 2010 року.

## Освіта
У 1986 закінчив Київський медичний інститут ім. академіка О. О. Богомольця.

## Кар'єра
Після закінчення інституту працював лікарем у Бучацькій центральній районній лікарні.
З 2003 — приватний підприємець, видавнича діяльність.

## Громадська і політична діяльність
- З 1990 — член Українського лікарського товариства.
- З 1993 — член КУН.
- З 1997 директор, пізніше голова правління Всеукраїнського благодійного фонду «Соборність».
- З 2000  — почесний член Асоціації кардіохірургів України.
- З 2003  — голова Секретаріату Головного Проводу Конгресу Українських Націоналістів.
- З 4 грудня 2010 року — Голова Конгресу Українських Націоналістів.
- На позачергових виборах народних депутатів Верховної Ради 2019 року балотується по 166 виборчому окрузі (Бучацький, Гусятинський, Монастириський, Теребовлянський райони Тернопільської області) від політичної партії Конгрес Українських Націоналістів.[1]

## Родина
Одружений, має сина та доньку. Дружина — племінниця Ярослави Стецько.